# Excalibur
Excalibur (Welsh: Caledfwlch, Latijn: Caliburnus en destijds Caliburn) is in de Arthurverhalen het magische zwaard van koning Uther Pendragon, die volgens de mythe de vader van Koning Arthur is. In de middeleeuwse literatuur zijn magische of miraculeuze zwaarden een frequent verschijnsel, ook in de legendes uit het bekken van de Middellandse Zee. Daar horen het Zwaard van Vilardell, het zwaard Tisó en het zwaard van Sint-Maarten tot de bekendste. Ook de Friese koning Radboud had volgens een sage een zwaard, Asbran, dat hij kreeg van de zeegod om mensen te beschermen tegen slavernij en na zijn overlijden moest het weer in zee geworpen worden.

## De Excalibur-legendes
De magiër Merlijn zorgde ervoor dat Arthur in veiligheid opgroeide als zoon van een tamelijk onbelangrijk man.
Toen Arthur stervende was na zijn dodelijke gevecht met Mordred, beval hij Bedivere om het zwaard weer in het meer te werpen. Tweemaal negeerde Bedivere dit bevel, omdat hij het zonde vond zo'n prachtig wapen in het water te gooien. De derde keer deed hij het toch, en een in wit brokaat gehulde arm nam het zwaard mee naar de bodem, waar het volgens de legende vandaan kwam.

## Films
Over dit zwaard heeft John Boorman in 1981 de film Excalibur gemaakt.
Ook in het boek en de gelijknamige film The Last Legion speelt het zwaard een rol: hier vindt de jonge Romulus Augustulus het zwaard van zijn voorvader Julius Caesar op het eiland Capri. Romulus komt bij het laatste Romeinse legioen in Brittannië (het negende legioen) terecht, de mannen hebben zich inmiddels gevestigd als boeren. Na een groot gevecht komt zijn zwaard in een steen terecht. Romulus' leraar Ambrosinus neemt daar zijn oude naam, Merlijn, aan en Romulus noemt zichzelf later Pendragon. Hij krijgt een zoon die hij Arthur noemt. Deze Arthur krijgt ook les van Merlijn en in die tijd groeit er mos op het zwaard in de steen, waardoor niet alle letters van de oorspronkelijke inscriptie CAI • IVL • CAES • ENSIS CALIBVRNVS zichtbaar zijn (E S CALIBVR').

## Afbeeldingen

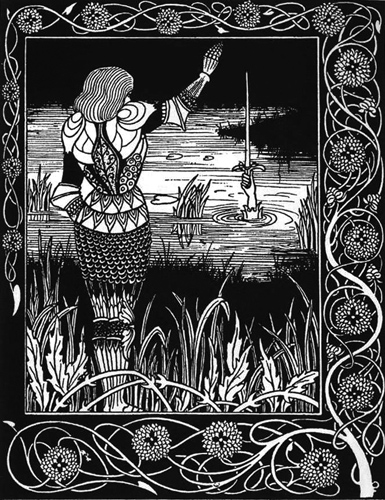
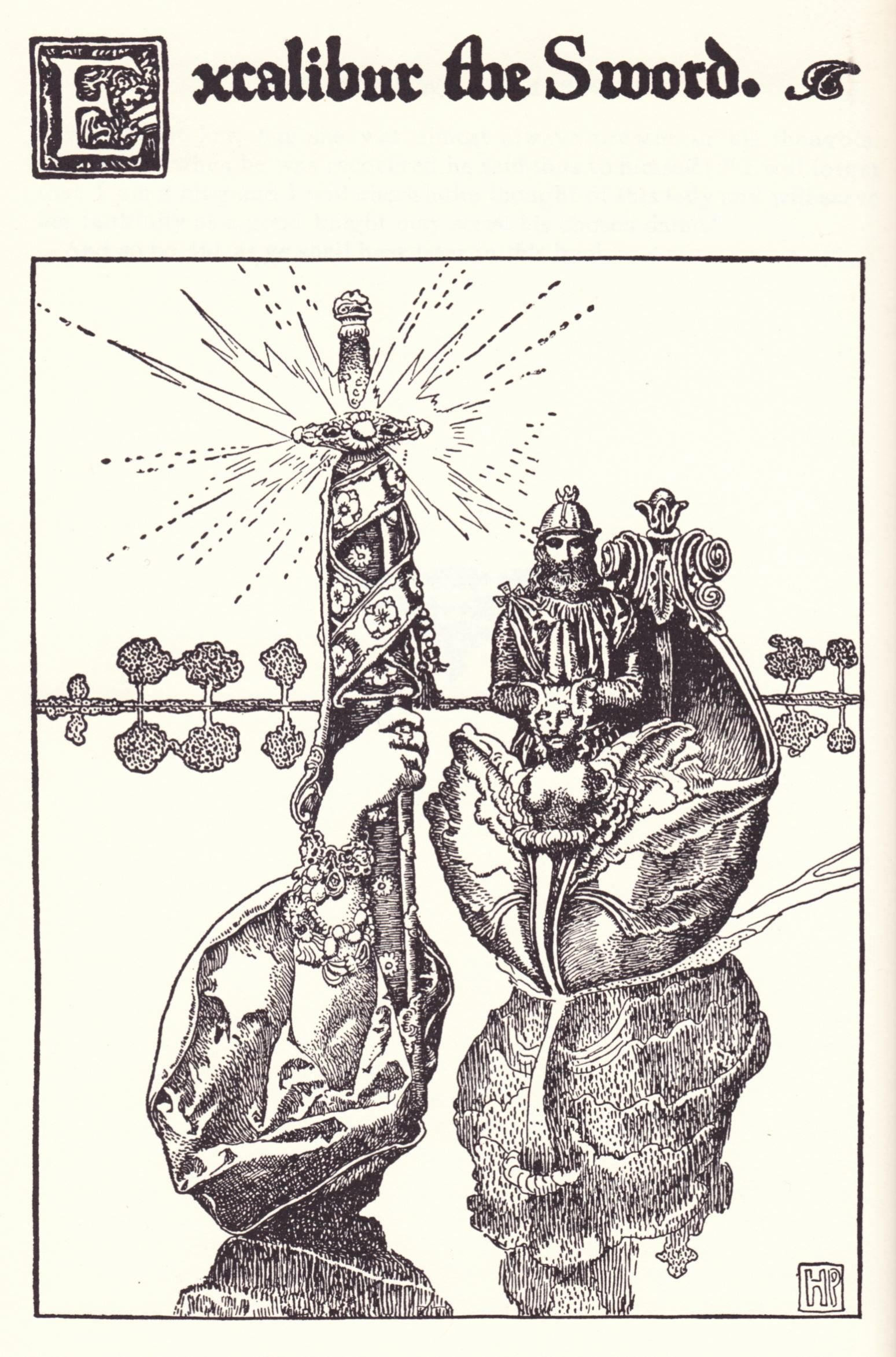
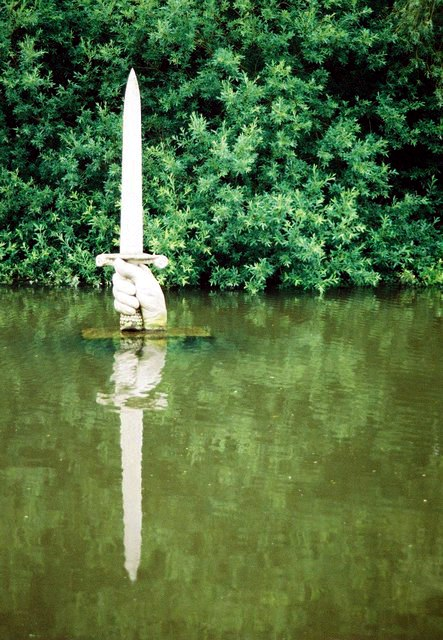